# Gyrinus distinctus
Gyrinus distinctus é uma espécie de insetos coleópteros pertencente à família Gyrinidae.
A autoridade científica da espécie é Aube, tendo sido descrita no ano de 1836.
Trata-se de uma espécie presente no território português.